# Micena de les pinyes
La micena de les pinyes (Mycena seynii) és una micena humícola, una espècie de bolet agarical de la família de les micenàcies (Mycenaceae).

## Descripció
- El barret fa 1-3 cm de diàmetre, convex de jove, després plano-convex i finalment deprimit, de color bru a bru-gris, amb tonalitats rosades o lilacines, no sempre presents. Superfície llisa o lleugerament pruïnosa, estriada.
- Làmines adnates, de color blanquinós a gris pàl·lid, amb l'aresta sencera i de color bru més o menys fosc.
- El peu fa 2-5 x 0,1-0,3 cm, cilíndric, allargat, generalment corbat, fibril·lós, freqüentment sinuós, de color bru-gris pàl·lid, blanquinós, o una mica liliaci vora l'àpex. Acaba en un petit bulb proveït de pilositat. Superfície llisa.
- Carn prima, escassa, fràgil, de poca consistència i de color blanquinós o més pàl·lida que el barret.
- La seua olor és entre afruitada i de rave, mentre que el sabor és d'acord amb la mateixa olor que desprèn.
- Color de l'esporada blanc.
- Espores d'el·lipsoidals a cilíndriques, llises, de 10-14 x 6-8 micròmetres.[2][3][4]

## Hàbitat
És una espècie que acostuma a viure en grups sobre pinyes mortes (com ara, del pi blanc -Pinus halepensis- o del pinastre -Pinus pinaster preferentment) en àrees de clima mediterrani. Es tracta d'un bolet poc comú, el qual fructifica sobretot a la tardor-hivern, tot i que no és descartable la seua aparició en altres èpoques de l'any.

## Distribució geogràfica
Es troba a Europa.

## Confusions amb altres espècies
És una espècie inclosa en la secció Rubromarginatae, la qual es caracteritza sobretot per l'aspecte relativament robust del basidioma (en relació amb altres bolets del gènere Mycena), pel barret generalment una mica higròfan, i per l'aresta de les làmines, acolorida. Altres espècies properes, incloses en la mateixa secció, tenen l'aresta de color diferent, com Mycena rubromarginata i Mycena capillaripes, bru-vermell viu; Mycena olivaceomarginata, bru-oliva; Mycena purpureofusca, violaci fosc. Cap d'aquestes quatre espècies viu sobre pinyes de coníferes. Sobre pinyes mortes, s'hi poden trobar espècies de Strobilurus o Baeospora, però tenen un aspecte col·libioide i un color molt diferents del de Mycena seynesii.